# Västra Alstads socken
Västra Alstads socken i Skåne ingick i Skytts härad, uppgick 1967 i Trelleborgs stad och området ingår sedan 1971 i  Trelleborgs kommun, från 2016 inom Alstads distrikt.
Socknens areal är 14,27 kvadratkilometer varav 13,97 land. År 1954 fanns här 929 invånare. Orten Minnesberg, tätorten Alstad samt kyrkbyn Västra Alstad med sockenkyrkan Västra Alstads kyrka ligger i socknen. 

## Administrativ historik
Socknen har medeltida ursprung. 
Vid kommunreformen 1862 övergick socknens ansvar för de kyrkliga frågorna till Västra Alstads församling och för de borgerliga frågorna bildades Västra Alstads landskommun. Landskommunen uppgick 1952 i Alstads landskommun som uppgick 1967 i Trelleborgs stad som 1971 ombildades till Trelleborgs kommun. Församlingen uppgick 1980 i Alstads församling. 
1 januari 2016 inrättades distriktet Alstad, med samma omfattning som Alstads församling hade 1999/2000 och fick 1980, och vari detta sockenområde ingår.
Socknen har tillhört län, fögderier, tingslag och domsagor enligt vad som beskrivs i artikeln Skytts härad. De indelta soldaterna tillhörde Södra skånska infanteriregementet och Skånska husarregementet.

## Geografi
Västra Alstads socken ligger norr om Trelleborg. Socknen är en odlingsbygd, mer flack på Söderslätt i söder och mer kuperad i norr.

## Fornlämningar
Boplatser från stenåldern är funna. Vid Lilla Alstad finns en runristning.

## Namnet
Namnet skrevs 1561 Alstedwestre och kommer från kyrkbyn. Efterleden är sta(d), 'plats; ställe'. Förleden innehåller antingen plural av al eller ali, 'aldunge'..